# Parlamentswahl in der Türkei 1991
- DSP: 7
- SHP: 88
- ANAP: 115
- DYP: 178
- RP: 62

Die Wahl zur 19. Großen Nationalversammlung der Türkei fand am 20. Oktober 1991 statt. Gewählt wurden die 450 Abgeordneten des nationalen Parlaments.
Die Wahl brachte der Anavatan Partisi eine Niederlage. Wahlsieger wurde die Doğru Yol Partisi (Partei des Rechten Weges), die mit ihrem Vorsitzenden Süleyman Demirel anschließend den neuen Premierminister stellte. Neben der Sosyaldemokrat Halkçı Parti (Sozialdemokratische Populistische Partei) als drittstärkste Kraft schafften zwei weitere Parteien den Sprung über die 10 %-Hürde. Die Refah Partisi erreichte 16,9 % und die Demokratik Sol Parti (Demokratische Linkspartei) zog mit 10,7 % der Stimmen erstmals ins Parlament ein. Die Wahlbeteiligung lag bei 83,9 %.

## Teilnehmende Parteien
Zur Wahl traten 6 verschiedene Parteien an:
| Logo | Logo | Partei                                         | Ausrichtung         |
| ---- | ---- | ---------------------------------------------- | ------------------- |
|      |      | Partei des Rechten Weges (DYP)                 | konservativ         |
|      |      | Mutterlandspartei (ANAP)                       | liberal-konservativ |
|      |      | Sozialdemokratische Populistische Partei (SHP) | sozialdemokratisch  |
|      |      | Wohlfahrtspartei (RP)                          | islamistisch        |
|      |      | Demokratische Linkspartei (DSP)                | sozialdemokratisch  |
|      |      | Sozialistische Partei (SP)                     | sozialistisch       |

Die rechtsextreme Partei der Nationalistischen Bewegung (MHP) ging zur Parlamentswahl eine Listenverbindung mit der islamistischen Wohlfahrtspartei (RP) ein.

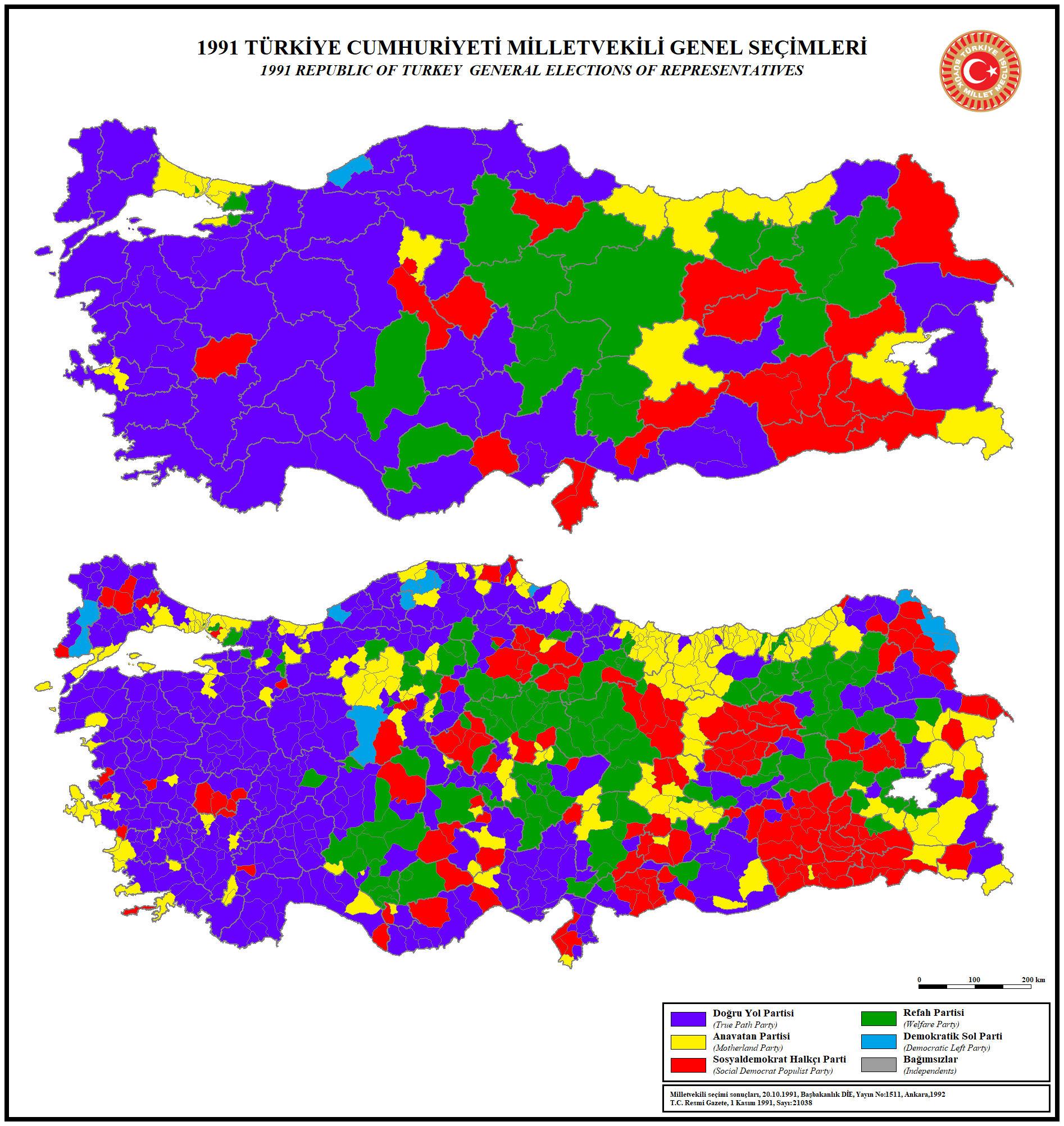
Gewinner nach Provinzen und Landkreisen

## Wahlergebnis
| Partei                                           | Partei                                         | Stimmen    | Stimmen | Stimmen | Sitze  | Sitze |
| Partei                                           | Partei                                         | Anzahl     | %       | +/−     | Anzahl | +/−   |
| ------------------------------------------------ | ---------------------------------------------- | ---------- | ------- | ------- | ------ | ----- |
|                                                  | Partei des Rechten Weges (DYP)                 | 6.600.726  | 27,03   | +7,89   | 178    | +119  |
|                                                  | Mutterlandspartei (ANAP)                       | 5.862.623  | 24,01   | −12,30  | 115    | −177  |
|                                                  | Sozialdemokratische Populistische Partei (SHP) | 5.066.571  | 20,75   | −3,99   | 88     | −11   |
|                                                  | Wohlfahrtspartei (RP)                          | 4.121.355  | 16,88   | +9,72   | 62     | +62   |
|                                                  | Demokratische Linkspartei (DSP)                | 2.624.301  | 10,75   | +2,22   | 7      | +7    |
|                                                  | Sozialistische Partei (SP)                     | 108.369    | 0,44    | Neu     | 0      | Neu   |
|                                                  | Unabhängige                                    | 32.721     | 0,13    | −0,24   | 0      | ±0    |
| Gesamt                                           | Gesamt                                         | 24.416.666 | 100,00  |         | 450    |       |
| Gültige Stimmen                                  | Gültige Stimmen                                | 24.416.666 | 97,06   | −0,37   |        |       |
| Ungültige Stimmen                                | Ungültige Stimmen                              | 740.423    | 2,94    | +0,37   |        |       |
| Wahlbeteiligung                                  | Wahlbeteiligung                                | 25.157.089 | 83,92   | −9,36   |        |       |
| Nichtwähler                                      | Nichtwähler                                    | 4.822.034  | 16,08   | +9,36   |        |       |
| Registrierte Wähler                              | Registrierte Wähler                            | 29.979.123 |         |         |        |       |
| Quelle: Türkisches Statistisches Institut (TÜİK) |                                                |            |         |         |        |       |